# Anton Sołdunow
Anton Sołdunow (ros. Антон Солдунов, ur. 30 listopada 1984 r.) – rosyjski wioślarz.

## Osiągnięcia
- Mistrzostwa Świata – Poznań 2009 – ósemka – 10. miejsce[1].